# 보손

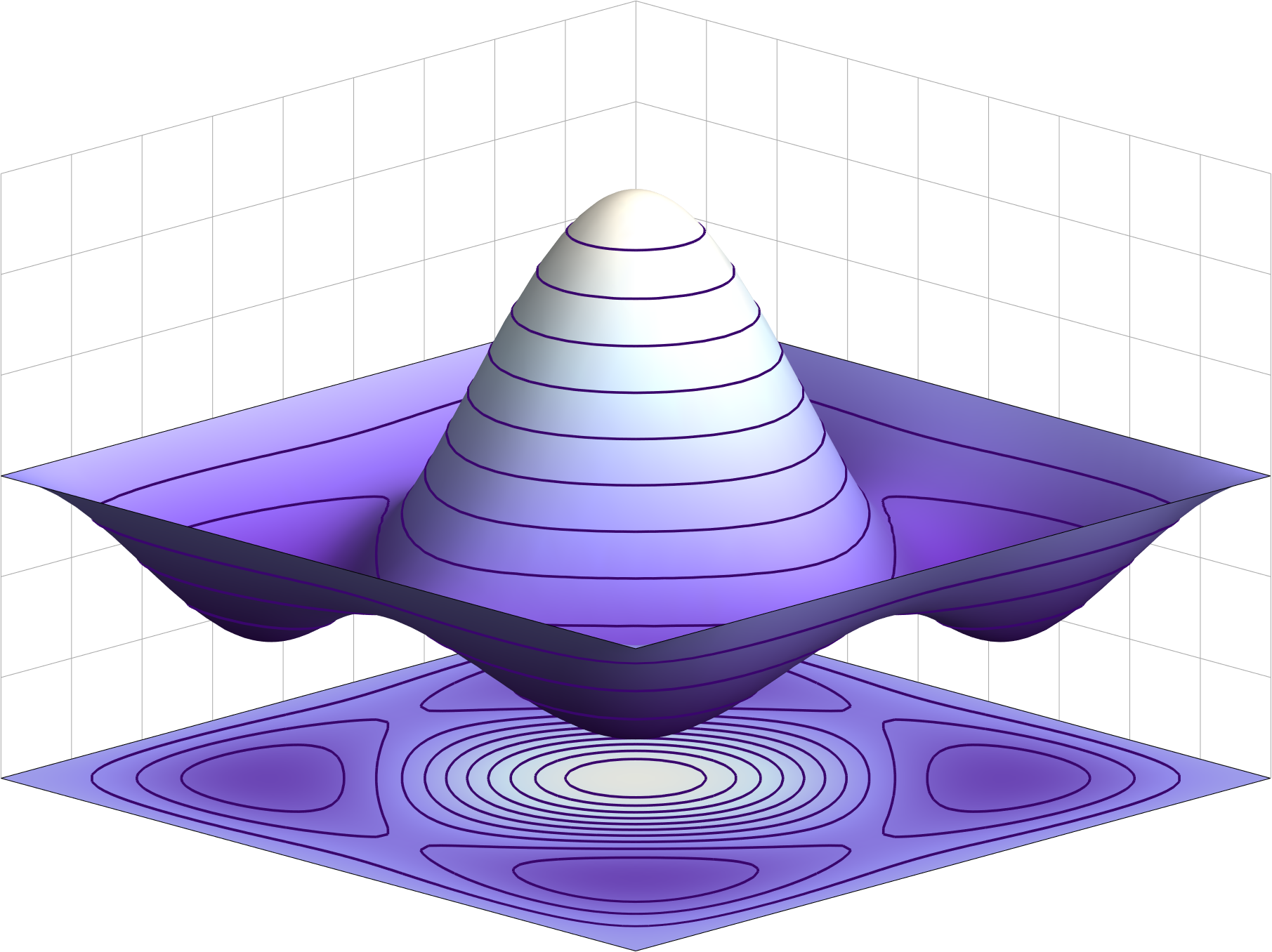

보손(영어: boson)은 스핀이 정수고, 보스-아인슈타인 통계를 따르는 매개 입자다. 인도의 물리학자 사티엔드라 나트 보스의 이름을 땄다. 페르미온의 반대말이다. 모든 입자는 스핀이 정수이거나 반정수이다. 스핀-통계 법칙에 따라 (유령입자나 애니온 따위의 예외적 경우를 제외하고) 전자(前者)의 경우는 보스-아인슈타인 통계를 따르고, 후자는 페르미-디랙 통계를 따른다. 전자를 보손, 후자를 "페르미온"이라고 부른다. 보손은 보스-아인슈타인 통계를 따르므로, 파울리 배타 원리를 따르지 않는다. 즉, 여러 입자가 동일한 상태에 있을 수 있다.
예를 들면, 광자는 스핀이 1인 보손이다. 따라서, 들어온 빛을 완전히 흡수하는 흑체가 복사하는 전자기파의 파장 분포는 보스 통계를 따른다. 또 응집물질물리에 나오는 준입자 포논도 보스 통계를 따른다.

## 자연계의 보손

### 기본 보손
현재 알려진 기본 입자 가운데 보손은 다음과 같다.
- 게이지 보손은 양-밀스 이론에 등장하는 스핀 1의 입자이다. 이들은 게이지 상호작용을 매개시킨다.
  - 광자는 전자기파의 양자이다. 질량과 전하가 0이다.
  - 글루온은 강한 핵력의 양자이다. 색가둠에 따라 독립적으로 존재하지 않고, 쿼크와 함께 강입자를 이루거나 아니면 글루볼로 존재한다. 다만 아직 글루볼은 실험적으로 관측되지 못하고 있다.
  - W와 Z보손은 약한 핵력을 매개하는 게이지 보손이다. 힉스 메커니즘에 따라 이들은 매우 큰 질량을 가지며, 따라서 약한 핵력은 단거리에서만 작용한다.
- 힉스 보손은 힉스 메커니즘을 매개하는 스핀 0의 입자이다. 이는 최근에 발견되었다.
- 중력자는 중력자의 양자이며, 중력을 매개하는 스핀 2의 입자이다. 다만, 실험에서는 중력자의 존재는 중력파로 인한 효과로 간접적으로만 확인되었다.

초대칭이나 각종 대통일 이론 등, 표준 모형을 확장하는 모형들은 대부분 추가 보손을 예측하나, 이들은 아직 발견되지 않았다.

### 합성 보손
짝수개의 페르미온으로 구성된 합성 보손이 구성될 수 있다. 예를 들어, 중간자는 쿼크와 반쿼크로 구성된 합성 보손이다. 이 밖에도, 보손들로도 합성 보손이 구성될 수 있다.

## 성질

### 스핀
양자장론의 스핀-통계 정리에 따라, 로런츠 대칭이 깨지지 않는 이상 모든 보손은 항상 정수의 스핀을 갖는다. 즉, 가능한 스핀은 0, 1, 2, … 따위다. 기본 보손의 경우, 와인버그-위튼 정리에 따라 보통 0, 1, 2만이 가능하다고 여겨지며, 스핀 2인 입자는 중력자, 스핀 1인 입자는 벡터 보손, 스핀 0인 입자는 스칼라 보손으로 불린다.

### 통계역학
페르미온과 달리, 보손은 파울리 배타 원리를 따르지 않는다. 즉, 한 양자 상태에 임의의 수의 보손이 존재할 수 있다. 따라서 보손은 낮은 온도에서 보스-아인슈타인 응축 등의 특이한 성질을 보인다.